# Valognes

Valognes este o comună în departamentul Manche, Franța. În 1 ianuarie 2022 avea o populație de 6.896 de locuitori.